# Поход на хилядата
Походът на хилядата (на италиански: Spedizione dei Mille) е исторически революционен бунт през 1860 г., част от италианското Рисорджименто. Предвождани от Джузепе Гарибалди, участниците в похода тръгват по море от Куарто, близо до Генуа и слизат на брега в Марсала, Сицилия, откъдето започват борба срещу Бурбонската династия, владетел на Кралството на двете Сицилии. Експедицията е дързък и рисков опит да се завладее кралство с голяма редовна армия и силна флота. Походът завършва с успех и води до плебисцит, с който Неапол и Сицилия са включени в Сардинското кралство, последвано от създаването на кралство Италия на 17 март 1861 г. и избирането на Виктор Емануил II за крал на обединена Италия.
В подготовката на похода вземат участие четиримата „бащи на нацията“: Джузепе Мацини, Гарибалди, Виктор Емануил II и Камило Кавур, както и Франческо Криспи, който работи усилено за италианското обединение.
Начинанието получава подкрепа и от англичаните, които желаят установяването на приятелско правителство в Южна Италия, чието стратегическо значение нараства с оглед на откриването на Суецкия канал. Кралският военноморски флот осигурява защита при пристигането, а английски източници оказват значителна финансова подкрепа за подкупване на нелоялните военни от Бурбонската армия.